# Zona Especial de Conservación Río Agüera
La Zona Especial de Conservación Río Agüera es un espacio protegido de Cantabria, declarado Lugar de Importancia Comunitaria (LIC) por Decisión de la Comisión Europea de 7 de diciembre de 2004, designado posteriormente Zona Especial de Conservación mediante el Decreto 19/2017 del Consejo de Gobierno de Cantabria, e incluido en la Red de Espacios Naturales Protegidos de Cantabria por la Ley de Cantabria 4/2006, de 19 de mayo, de Conservación de la Naturaleza.

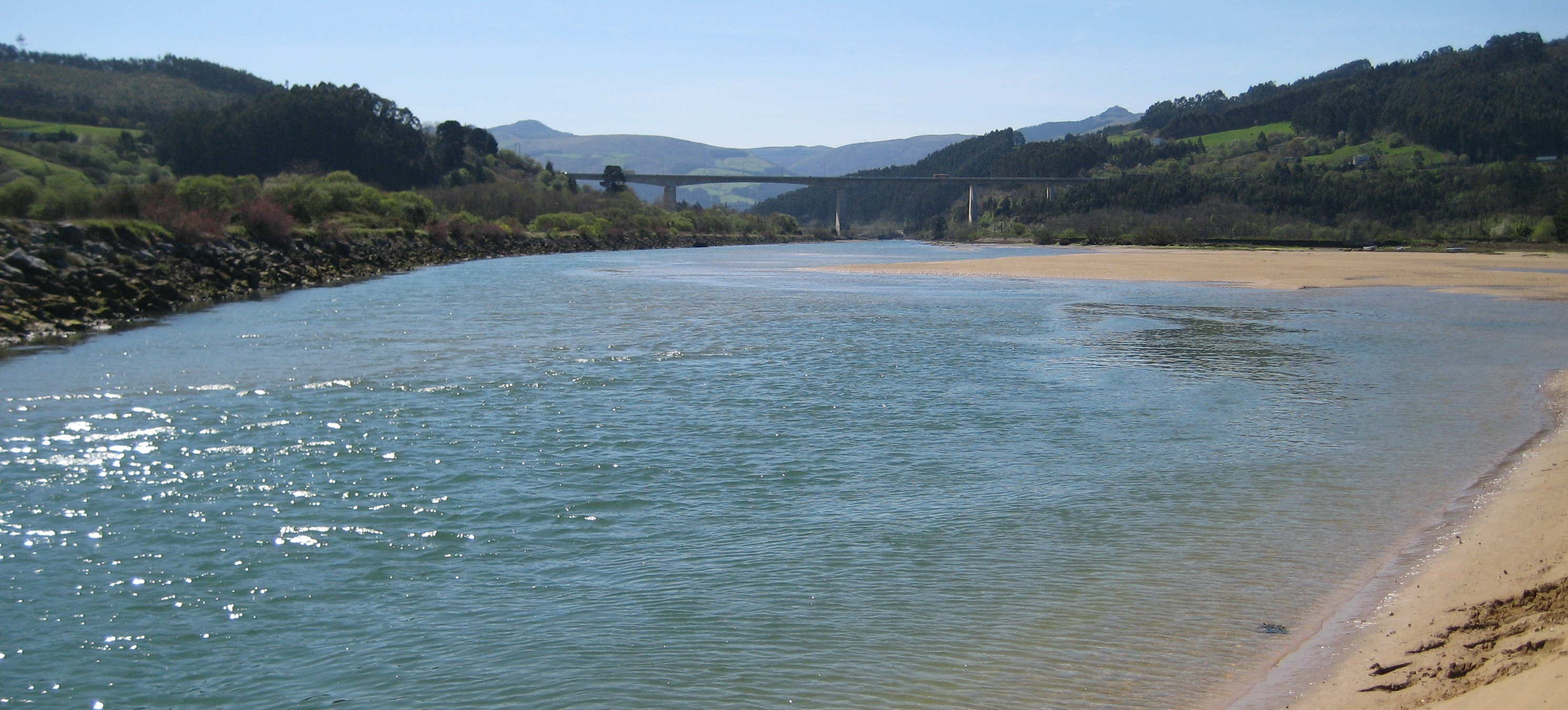
Ría de Oriñón.

Comprende los tramos bajo y medio del curso principal del río Agüera, hasta su límite con Vizcaya, y su principal afluente, el Remedón. 
Se extiende a través de casi 215 ha por los municipios de Guriezo y Castro-Urdiales. 
Entre las especies más características aparecen el sábalo (Alosa alosa), la madrilla (Chondrostoma miegii) y el cangrejo de río (Austropotamobius pallipes).

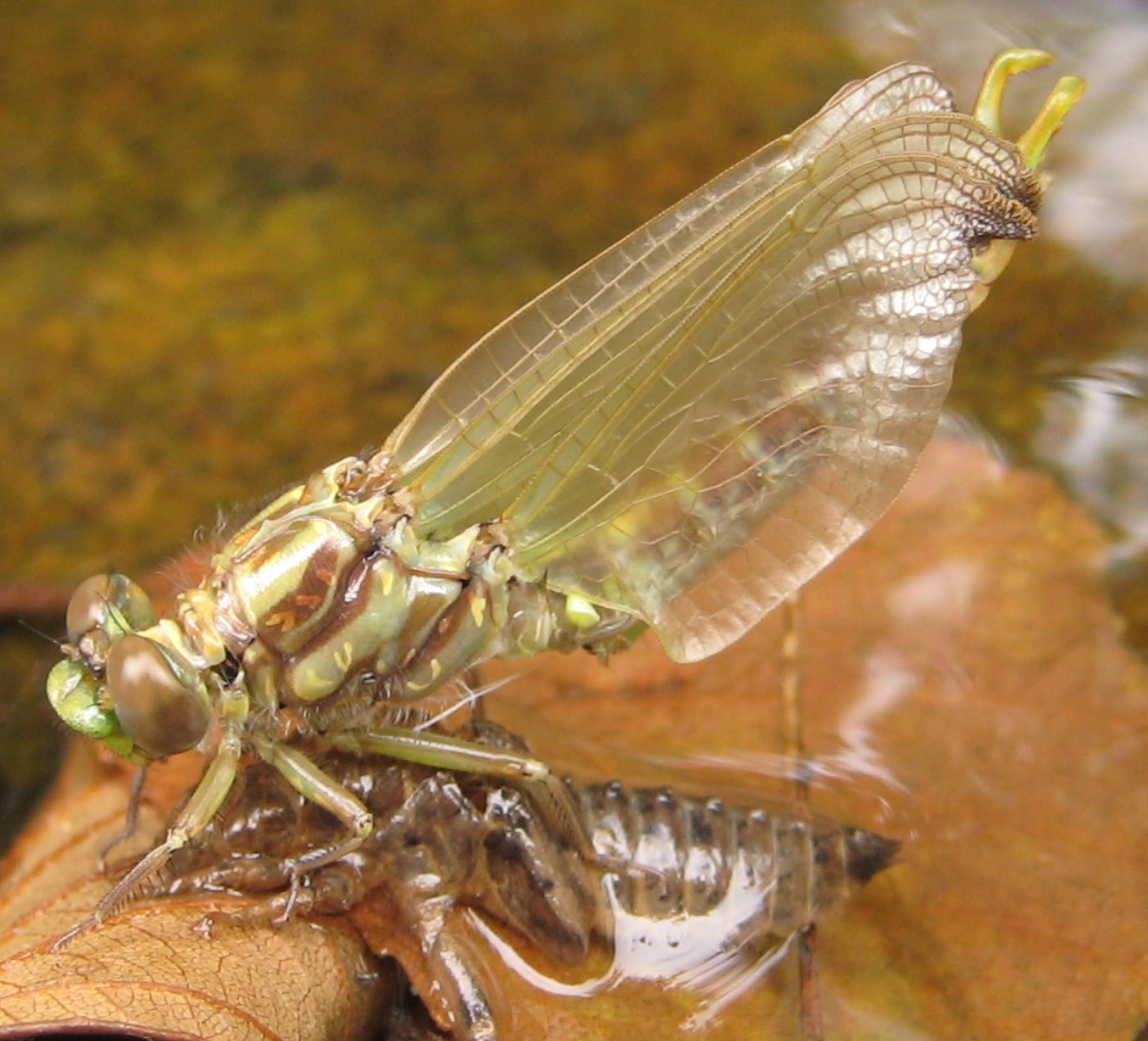
Odonato en el río Agüera a su paso por Guriezo.